# 有卦絵
有卦絵（うけえ）とは江戸時代末期から明治時代にかけて描かれた浮世絵版画の一種類である。

## 概要
陰陽道において、人の生年の干支を吉凶に当てはめ、それぞれを有卦、無卦と呼ぶ。有卦に入ると、七年間は幸運な時期が続き、その後、五年間は不運となるといわれる。この有卦に入った人物に贈られたり、その人物が飾ったという縁起が良い浮世絵を有卦絵という。
主に福に繋がる富士山、福助、福禄寿、福寿草、藤、筆、瓢(ふくべ)などの「ふ」がつく事物が描かれている。

## 作品
- 4代目歌川国政 「ふの字尽しなぞなぞ合」 大判
- 歌川芳綱 「金性（きんしょう）の人うけニ入」 大判
- 歌川芳藤 「福助図」 大判
- 歌川芳藤 「寿老図」 大判